# 摺り足
摺り足（すりあし）とは、足の裏で地面、板、畳などをするようにして、静かに歩くことをいう。日本の武道（剣道、相撲等）や芸能に特有の動きであり、重要な基礎稽古の一つである。

## 手順
足の裏を地面から離さずに進むには、通常の歩行のように足先を先に出すのでなく、重心を腰に落とし、太腿を腰から押し出す感じで前に出していく。これにより、上体を安定させたまま移動することができる。

## 効用
股関節、膝、腰椎、腹筋等が連動する動きであるため、これらの筋力や柔軟性の向上が期待できる。舞踊であれば、背筋が伸びて姿勢が崩れにくくなり、武道では、隙を無くし相手の攻撃を受け止めるための基本動作となる